# Jay Chamberlain
Jay Chamberlain (29 de dezembro de 1925 – 1 de agosto de 2001) foi um automobilista norte-americano que participou de três Grandes Prêmios de Fórmula 1 de 1962.